# Takuma Asano
Takuma Asano (浅野 拓磨?, Asano Takuma; Komono, 10 novembre 1994) è un calciatore giapponese, attaccante del Maiorca e della nazionale giapponese.

## Biografia
Cresciuto in una famiglia numerosa, è il terzo di sette figli, infatti ha cinque fratelli e una sorella, suo padre Tomoyuki lavora come camionista. Ha iniziato a giocare a calcio sotto l'influenza della sua famiglia. Ha giocato nella squadra del suo liceo, lo Yokkaichi Chuo nella prefettura di Mie, giocando per tre anni consecutivi alla Winter Kokuritsu, nella 90ª edizione riesce a ottenere il titolo di miglior marcatore del torneo. Pure suo fratello minore, Yūya Asano, è un calciatore professionista.

## Caratteristiche tecniche
Conosciuto con il soprannome di Giaguaro, è un'ala sinistra che può essere impiegata anche come punta centrale. Trova la conclusione sfruttando abilità di opportunismo al quale si aggiunge il suo buon possesso palla, le sue qualità migliori sono velocità e ritmo nei movimenti. È un buon colpitore di testa, oltre ad essere un discreto rigorista. Pur essendo un destro naturale è capace di trovare la porta anche col piede opposto.

## Carriera

### Club

#### Sanfrecce Hiroshima
La sua carriera come calciatore professionista ha inizio con il Sanfrecce Hiroshima giocando la sua prima partita il 8 settembre 2013 nella Coppa dell'Imperatore entrando in partita nei minuti di recupero del secondo tempo nella vittoria su 1-0 contro la Fukuoka University, segnerà il suo primo gol nella semifinale che si concluderà sullo 0-0 contro il FC Tokyo dove prevarrà per 5-4 ai rigori e Asano segnerà una rete calciando dal dischetto. Segnerà la sua prima doppietta il 8 aprile 2015 nella Coppa del Giappone pareggiando per 2-2 contro lo Shonan Bellmare, sempre nello stesso anno segnerà la sua prima rete nella J1 League vincendola: segnerà il gol del 2-1 battendo il FC Tokyo, sarà autore della rete del 2-0 vincendo contro il Vegalta Sendai, e segnerà il gol del 3-1 nella vittoria ai danni del Montedio Yamagata, e farà delle reti in altre vittorie come quela per 2-1 contro l'Urawa Red Diamonds, o quella per 5-2 contro il Nagoya Grampus e nella vittoria per 4-2 battendo l'Albirex Niigata, oltre alla doppietta vincendo per 5-1 contro lo Shimizu S-Pulse. La vittoria del campionato permetterà alla squadra di giocare al Mondiale per Club come campione del paese ospitante, Asano segnerà il gol del 3-0 vincendo contro il TP Mazembe ai quarti di finale e la squadra si classificherà terza battendo il Guangzhou dove Asano con il suo assist permetterà a Douglas di segnere il suo secondo gol in partita vincendo per 2-1. Giocherà nella AFC Champions League, segnando un gol vincendo per 2-1 contro il FC Seul e una doppietta battendo per 3-0 il Buriram. Segnerà per l'ultima volta con il Sanfrecce Hiroshima il 9 luglio 2016 con una doppietta contro il Kashima Antlers perdendo per 4-2.

#### Stoccarda e Hannover 96

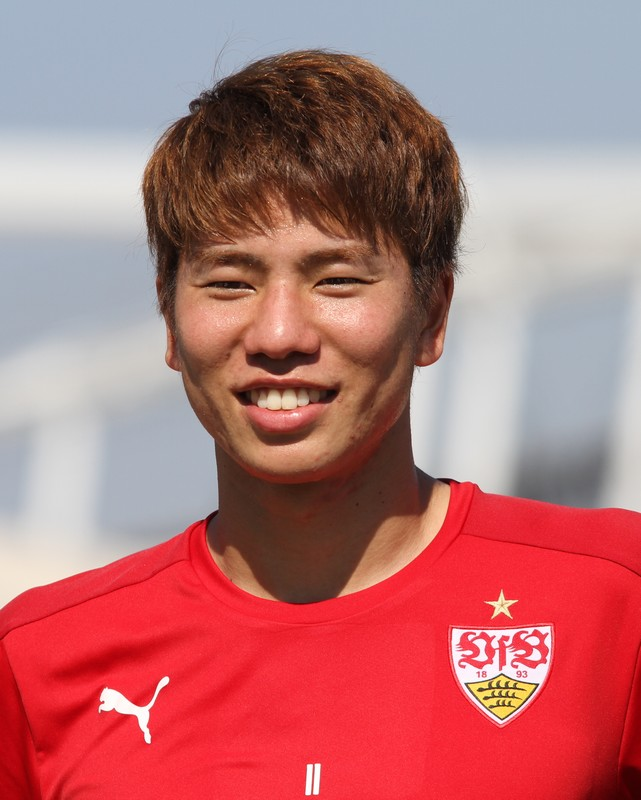
Asano allo

Asano nell'estate 2016 passa all'Arsenal per 4 milioni di euro, ma lo cedono in prestito allo Stoccarda nella 2. Bundesliga, la seconda serie del calcio tedesco, vincendola segnando quattro reti, contro il 1. FC Nürnberg e il Karlsruher SC vincendole entrambe per 3-1, e con la sua doppietta deciderà la vittoria su 2-0, sempre contro il Karlsruher SC. e ottenuta la promozione in Bundesliga segnerà la sua prima rete nella massima divisione tedesca nel pareggio per 1-1 contro l'Hannover 96.
Proprio con l'Hannover 96 giocherà nella stagione successiva, segnando un solo gol battendo nella vittoria per 6-0 sul Karlsruher SC.

#### Partizan
Il 2 agosto 2019 si trasferisce al Partizan per 1 milione di €. Segnerà il suo primo gol per la squadra in UEFA Europa League 2019-2020 nella vittoria per 3-1 contro il Yeni Malatyaspor, segnerà una rete anche nel pareggio per 2-2 contro l'AZ e farà un gol battendo per 4-1 l'Astana FK. Segnerà la sua prima rete nel campionato serbo nella vittoria contro il Fudbalski segnando il gol del 3-0 con un rigore trasformato. Durante la Coppa della Serbia segnerà una doppietta rivelandosi fondamentale nella vittoria su 2-1 contro il Radnik Surdulica, ma nella finale contro il Vojvodina Asano, non particolarmente in forma, viene sostituito nel secondo tempo, la squadra perde ai rigori per 4-2 dopo un pareggio per 2-2. Nella stagione 2020-2021 del campionato serbo detiene un record come primo calciatore giapponese a segnare diciotto gol in un campionato europeo, segnando un gol contro il Javor Matis vincendo per 4-0, segnerà una rete sia nella partita con il FK Spartak Zlatibor che con il Mačva vinte entrambe per 2-1, nelle vittorie per 2-0 contro il Radnički Niš e il FK Radnik Surdulica segnerà un gol in tutte e due le partite, col medesimo risultato si concluderà la partita contro il Vojvodina dove Asano metterà a segno una doppietta e sarà autore di una tripletta nella vittoria per 5-0 ai danni del FK Inđija. Asano lascia il Partizan prima della fine della stagione, avendo avuto delle divergenze a causa del suo stipendio.

#### Bochum
Il 23 giugno viene acquistato a parametro zero dal neo-promosso Bochum con il quale tornerà titolare in Bundesliga. Segna per la prima volta con il Bochum con il gol del 2-2 pareggiando con il Colonia, inoltre con una doppietta decide la vittoria su 2-1 contro l'Hoffenheim, invece con due assist vincenti nei primi dieci minuti nella partita contro il Borussia Dortmund contribuisce subito a portare la squadra in vantaggio vincendo per 4-3, nell'ultima partita di campionato con un gol e un assist contribuisce alla vittoria per 3-0 contro il Bayer Leverkusen. Nell'edizione 2023-2024 segna una rete sconfiggendo per 3-0 l'Union Berlin, un altro gol lo sigla battendo il Bayern Monaco per 3-2, inoltre mette a segno una doppietta prima pareggiando per 2-2 contro l'Augusta e poi vincendo per 2-1 contro il Darmstadt; nei play-off quando rischia la retrocessione il Bochum affronta il Fortuna Düsseldorf perdendo per 3-0 la partita di andata, con lo stesso risultato si conclude quella di ritorno ma questa volta in favore del Bochum, il match si protrae così ai tempi supplementari e ai calci di rigore vincendo per 6-5 rimanendo così in prima divisione, Asano segna il terzo rigore per la squadra.

#### Maiorca
Il 6 luglio 2024, Asano viene ingaggiato a parametro zero dal Maiorca, nella Liga spagnola, con cui firma un contratto biennale. Nell'occasione, diventa il quarto giocatore giapponese a vestire la maglia del club balearico, dopo Yoshito Ōkubo, Akihiro Ienaga e Takefusa Kubo. Il suo primo gol nel campionato spagnolo lo segna nel pareggio per 1-1 contro l'Alavés, con un assist di Asano il suo compagno di squadra Sergi Darder realizza la rete del 2-1 vincendo ai danni del Real Valladolid, con lo stesso risultato si conclude la partita terminata con una vittoria in rimonta contro l'Espanyol dove Asano segna con un colpo di testa.

### Nazionale
Nel 2016 giocherà con la Nazionale Under-23 giocando un'amichevole vinta contro il Sudafrica segnando la rete del 4-1, oltre a giocare nella Coppa d'Asia Under-23 vincendola, segnando una doppietta nella vittoria in finale contro la Corea del Sud con il risultato di 3-2, qualificandosi per le Olimpiadi in Brasile, venendo convocato con la Nazionale Olimpica e durante la manifestazione mette a segno due gol: il primo nella sconfitta per 5-4 contro la Nigeria e il secondo nel pareggio per 2-2 contro la Colombia.
All'84º minuto della partita contro la Corea del Nord (1-2) del 2 agosto 2015, Asano fa l'esordio in nazionale maggiore, sostituendo Kensuke Nagai. Il 3 giugno 2016 fa il suo primo gol in Nazionale contro la Bulgaria su calcio di rigore all'87º minuto, il match finirà per 7-2 con la vittoria del Giappone.
Il 1º settembre 2016 in una partita di qualificazione ai Mondiali di Russia 2018 persa contro gli Emirati Arabi Uniti (1-2) l'arbitro del Bahrein Abdulrahman Al-Jassim gli annulla un gol esistente che, ha impedito al Giappone di pareggiare.
A seguito di un infortunio viene sostituito il 20 dicembre 2018 da Yoshinori Mutō tra i convocati per la Coppa d'Asia 2019. Viene convocato per il mondiale Qatar 2022 dove segna il gol del definitivo 2-1 ottenendo la prima storica vittoria contro la Germania. Nel pareggio per 1-1 contro la Croazia il Giappone perde ai rigori per 3-1 venendo eliminato dal mondiale, Asano è stato l'unico giocatore della sua squadra a segnare sul penalty.
Il 1º gennaio 2024 viene convocato per la Coppa d'Asia 2023.

## Statistiche

### Presenze e reti nei club
Statistiche aggiornate al 22 marzo 2024.
| Stagione                   | Squadra                    | Campionato                 | Campionato | Campionato | Coppe nazionali | Coppe nazionali | Coppe nazionali | Coppe continentali | Coppe continentali | Coppe continentali | Altre coppe | Altre coppe | Altre coppe | Totale | Totale |
| Stagione                   | Squadra                    | Comp                       | Pres       | Reti       | Comp            | Pres            | Reti            | Comp               | Pres               | Reti               | Comp        | Pres        | Reti        | Pres   | Reti   |
| -------------------------- | -------------------------- | -------------------------- | ---------- | ---------- | --------------- | --------------- | --------------- | ------------------ | ------------------ | ------------------ | ----------- | ----------- | ----------- | ------ | ------ |
| 2013                       | Sanfrecce Hiroshima        | J1                         | 1          | 0          | CG              | 5               | 0               | -                  | -                  | -                  | -           | -           | -           | 6      | 0      |
| 2014                       | Sanfrecce Hiroshima        | J1                         | 11         | 0          | CG+CdL          | 0+2             | 0+0             | ACL                | 6                  | 0                  | SG          | 1           | 1           | 20     | 1      |
| 2015                       | Sanfrecce Hiroshima        | J1                         | 32+2       | 8+1        | CG+CdL          | 5+5             | 4+4             | -                  | -                  | -                  | CmC         | 4           | 1           | 48     | 18     |
| 2016                       | Sanfrecce Hiroshima        | J1                         | 14         | 4          | CG+CdL          | 0+0             | 0+0             | ACL                | 4                  | 3                  | SG          | 1           | 1           | 19     | 8      |
| Totale Sanfrecce Hiroshima | Totale Sanfrecce Hiroshima | Totale Sanfrecce Hiroshima | 58+2       | 12+1       |                 | 17              | 8               |                    | 10                 | 3                  |             | 6           | 3           | 93     | 27     |
| 2016-2017                  | Stoccarda                  | 2.BL                       | 26         | 4          | CG              | 1               | 0               | -                  | -                  | -                  | -           | -           | -           | 27     | 4      |
| 2017-2018                  | Stoccarda                  | BL                         | 15         | 1          | CG              | 3               | 0               | -                  | -                  | -                  | -           | -           | -           | 18     | 1      |
| Totale Stoccarda           | Totale Stoccarda           | Totale Stoccarda           | 41         | 5          |                 | 4               | 0               |                    | -                  | -                  |             | -           | -           | 45     | 5      |
| 2018-2019                  | Hannover 96                | BL                         | 13         | 0          | CG              | 2               | 1               | -                  | -                  | -                  | -           | -           | -           | 15     | 1      |
| 2019-2020                  | Partizan                   | SL                         | 23         | 4          | CS              | 3               | 2               | UEL                | 10                 | 3                  | -           | -           | -           | 36     | 9      |
| 2020-2021                  | Partizan                   | SL                         | 33         | 18         | CS              | 4               | 3               | UEL                | 3                  | 0                  | -           | -           | -           | 40     | 21     |
| Totale Partizan            | Totale Partizan            | Totale Partizan            | 56         | 22         |                 | 7               | 5               |                    | 13                 | 3                  |             | -           | -           | 76     | 30     |
| 2021-2022                  | Bochum                     | BL                         | 27         | 3          | CG              | 4               | 0               | -                  | -                  | -                  | -           | -           | -           | 31     | 3      |
| 2022-2023                  | Bochum                     | BL                         | 25         | 3          | CG              | 2               | 1               | -                  | -                  | -                  | -           | -           | -           | 27     | 4      |
| 2023-2024                  | Bochum                     | BL                         | 22         | 6          | CG              | 1               | 1               | -                  | -                  | -                  | -           | -           | -           | 23     | 7      |
| Totale Bochum              | Totale Bochum              | Totale Bochum              | 74         | 12         |                 | 7               | 2               |                    | -                  | -                  |             | -           | -           | 81     | 14     |
| Totale carriera            | Totale carriera            | Totale carriera            | 244        | 52         |                 | 37              | 16              |                    | 23                 | 6                  |             | 6           | 3           | 310    | 77     |

### Cronologia presenze e reti in nazionale
| Cronologia completa delle presenze e delle reti in nazionale ― Giappone | Cronologia completa delle presenze e delle reti in nazionale ― Giappone | Cronologia completa delle presenze e delle reti in nazionale ― Giappone | Cronologia completa delle presenze e delle reti in nazionale ― Giappone | Cronologia completa delle presenze e delle reti in nazionale ― Giappone | Cronologia completa delle presenze e delle reti in nazionale ― Giappone | Cronologia completa delle presenze e delle reti in nazionale ― Giappone | Cronologia completa delle presenze e delle reti in nazionale ― Giappone |
| Data                                                                    | Città                                                                   | In casa                                                                 | Risultato                                                               | Ospiti                                                                  | Competizione                                                            | Reti                                                                    | Note                                                                    |
| ----------------------------------------------------------------------- | ----------------------------------------------------------------------- | ----------------------------------------------------------------------- | ----------------------------------------------------------------------- | ----------------------------------------------------------------------- | ----------------------------------------------------------------------- | ----------------------------------------------------------------------- | ----------------------------------------------------------------------- |
| 2-8-2015                                                                | Wuhan                                                                   | Corea del Nord                                                          | 2 – 1                                                                   | Giappone                                                                | Coppa dell'Asia orientale 2015                                          | -                                                                       | 84’                                                                     |
| 5-8-2015                                                                | Wuhan                                                                   | Giappone                                                                | 1 – 1                                                                   | Corea del Sud                                                           | Coppa dell'Asia orientale 2015                                          | -                                                                       | 70’                                                                     |
| 9-8-2015                                                                | Wuhan                                                                   | Cina                                                                    | 1 – 1                                                                   | Giappone                                                                | Coppa dell'Asia orientale 2015                                          | -                                                                       | 84’                                                                     |
| 3-6-2016                                                                | Toyota                                                                  | Giappone                                                                | 7 – 2                                                                   | Bulgaria                                                                | Amichevole                                                              | 1                                                                       | 59’                                                                     |
| 7-6-2016                                                                | Suita                                                                   | Giappone                                                                | 1 – 2                                                                   | Bosnia ed Erzegovina                                                    | Amichevole                                                              | -                                                                       |                                                                         |
| 1-9-2016                                                                | Saitama                                                                 | Giappone                                                                | 1 – 2                                                                   | Emirati Arabi Uniti                                                     | Qual. Mondiali 2018                                                     | -                                                                       | 66’                                                                     |
| 6-9-2016                                                                | Bangkok                                                                 | Thailandia                                                              | 0 – 2                                                                   | Giappone                                                                | Qual. Mondiali 2018                                                     | 1                                                                       | 82’                                                                     |
| 6-10-2016                                                               | Saitama                                                                 | Giappone                                                                | 2 – 1                                                                   | Iraq                                                                    | Qual. Mondiali 2018                                                     | -                                                                       | 75’                                                                     |
| 11-10-2016                                                              | Melbourne                                                               | Australia                                                               | 1 – 1                                                                   | Giappone                                                                | Qual. Mondiali 2018                                                     | -                                                                       | 84’                                                                     |
| 11-11-2016                                                              | Kashima                                                                 | Giappone                                                                | 4 – 0                                                                   | Oman                                                                    | Amichevole                                                              | -                                                                       | 60’                                                                     |
| 7-6-2017                                                                | Chōfu                                                                   | Giappone                                                                | 1 – 1                                                                   | Siria                                                                   | Amichevole                                                              | -                                                                       | 63’                                                                     |
| 31-8-2017                                                               | Saitama                                                                 | Giappone                                                                | 2 – 0                                                                   | Australia                                                               | Qual. Mondiali 2018                                                     | 1                                                                       | 89’                                                                     |
| 5-9-2017                                                                | Gedda                                                                   | Arabia Saudita                                                          | 1 – 0                                                                   | Giappone                                                                | Qual. Mondiali 2018                                                     | -                                                                       | 46’                                                                     |
| 6-10-2017                                                               | Toyota                                                                  | Giappone                                                                | 2 – 1                                                                   | Nuova Zelanda                                                           | Amichevole                                                              | -                                                                       | 78’                                                                     |
| 10-10-2017                                                              | Yokohama                                                                | Giappone                                                                | 3 – 3                                                                   | Haiti                                                                   | Amichevole                                                              | -                                                                       | 46’                                                                     |
| 10-11-2017                                                              | Villeneuve-d'Ascq                                                       | Giappone                                                                | 1 – 3                                                                   | Brasile                                                                 | Amichevole                                                              | -                                                                       | 46’                                                                     |
| 14-11-2017                                                              | Bruges                                                                  | Belgio                                                                  | 1 – 0                                                                   | Giappone                                                                | Amichevole                                                              | -                                                                       | 68’                                                                     |
| 11-9-2018                                                               | Ōsaka                                                                   | Giappone                                                                | 3 – 0                                                                   | Costa Rica                                                              | Amichevole                                                              | -                                                                       | 68’                                                                     |
| 15-10-2019                                                              | Dushanbe                                                                | Tagikistan                                                              | 0 – 3                                                                   | Giappone                                                                | Qual. Mondiali 2022                                                     | 1                                                                       | 63’                                                                     |
| 19-11-2019                                                              | Suita                                                                   | Giappone                                                                | 1 – 4                                                                   | Venezuela                                                               | Amichevole                                                              | -                                                                       | 65’                                                                     |
| 12-11-2020                                                              | Graz                                                                    | Giappone                                                                | 1 – 0                                                                   | Panama                                                                  | Amichevole                                                              | -                                                                       | 72’                                                                     |
| 17-11-2020                                                              | Graz                                                                    | Giappone                                                                | 0 – 2                                                                   | Messico                                                                 | Amichevole                                                              | -                                                                       | 77’                                                                     |
| 25-3-2021                                                               | Yokohama                                                                | Giappone                                                                | 3 – 0                                                                   | Corea del Sud                                                           | Amichevole                                                              | -                                                                       | 77’                                                                     |
| 30-3-2021                                                               | Chiba                                                                   | Mongolia                                                                | 0 – 14                                                                  | Giappone                                                                | Qual. Mondiali 2022                                                     | 1                                                                       | 46’                                                                     |
| 28-5-2021                                                               | Chiba                                                                   | Giappone                                                                | 10 – 0                                                                  | Birmania                                                                | Qual. Mondiali 2022                                                     | -                                                                       | 79’                                                                     |
| 7-6-2021                                                                | Suita                                                                   | Giappone                                                                | 4 – 1                                                                   | Tagikistan                                                              | Qual. Mondiali 2022                                                     | -                                                                       | 74’                                                                     |
| 11-6-2021                                                               | Kobe                                                                    | Giappone                                                                | 1 – 0                                                                   | Serbia                                                                  | Amichevole                                                              | -                                                                       | 76’                                                                     |
| 15-6-2021                                                               | Suita                                                                   | Giappone                                                                | 5 – 1                                                                   | Kirghizistan                                                            | Qual. Mondiali 2022                                                     | 1                                                                       |                                                                         |
| 7-10-2021                                                               | Jeddah                                                                  | Arabia Saudita                                                          | 1 – 0                                                                   | Giappone                                                                | Qual. Mondiali 2022                                                     | -                                                                       | 59’                                                                     |
| 12-10-2021                                                              | Saitama                                                                 | Giappone                                                                | 2 – 1                                                                   | Australia                                                               | Qual. Mondiali 2022                                                     | -                                                                       | 78’                                                                     |
| 11-11-2021                                                              | Hanoi                                                                   | Vietnam                                                                 | 0 – 1                                                                   | Giappone                                                                | Qual. Mondiali 2022                                                     | -                                                                       | 63’                                                                     |
| 16-11-2021                                                              | Mascate                                                                 | Oman                                                                    | 0 – 1                                                                   | Giappone                                                                | Qual. Mondiali 2022                                                     | -                                                                       | 82’                                                                     |
| 1-2-2022                                                                | Saitama                                                                 | Giappone                                                                | 2 – 0                                                                   | Arabia Saudita                                                          | Qual. Mondiali 2022                                                     | -                                                                       | 78’                                                                     |
| 24-3-2022                                                               | Sydney                                                                  | Australia                                                               | 0 – 2                                                                   | Giappone                                                                | Qual. Mondiali 2022                                                     | -                                                                       | 64’                                                                     |
| 2-6-2022                                                                | Sapporo                                                                 | Giappone                                                                | 4 – 1                                                                   | Paraguay                                                                | Amichevole                                                              | 1                                                                       | 46’                                                                     |
| 14-6-2022                                                               | Suita                                                                   | Giappone                                                                | 0 – 3                                                                   | Tunisia                                                                 | Amichevole                                                              | -                                                                       | 60’                                                                     |
| 17-11-2022                                                              | Dubai                                                                   | Giappone                                                                | 1 – 2                                                                   | Canada                                                                  | Amichevole                                                              | -                                                                       | 46’                                                                     |
| 23-11-2022                                                              | Al Rayyan                                                               | Germania                                                                | 1 – 2                                                                   | Giappone                                                                | Mondiali 2022 - 1º turno                                                | 1                                                                       | 57’                                                                     |
| 27-11-2022                                                              | Al Rayyan                                                               | Giappone                                                                | 0 – 1                                                                   | Costa Rica                                                              | Mondiali 2022 - 1º turno                                                | -                                                                       | 46’                                                                     |
| 1-12-2022                                                               | Al Rayyan                                                               | Giappone                                                                | 2 – 1                                                                   | Spagna                                                                  | Mondiali 2022 - 1º turno                                                | -                                                                       | 62’                                                                     |
| 5-12-2022                                                               | Al Wakrah                                                               | Giappone                                                                | 1 – 1 dts (1 – 3 dtr)                                                   | Croazia                                                                 | Mondiali 2022 - Ottavi di finale                                        | -                                                                       | 64’                                                                     |
| 24-3-2023                                                               | Tokyo                                                                   | Giappone                                                                | 1 – 1                                                                   | Uruguay                                                                 | Amichevole                                                              | -                                                                       | 60’ 61’                                                                 |
| 28-3-2023                                                               | Ōsaka                                                                   | Giappone                                                                | 1 – 2                                                                   | Colombia                                                                | Amichevole                                                              | -                                                                       | 78’                                                                     |
| 15-6-2023                                                               | Toyota                                                                  | Giappone                                                                | 6 – 0                                                                   | El Salvador                                                             | Amichevole                                                              | -                                                                       | 65’                                                                     |
| 9-9-2023                                                                | Wolfsburg                                                               | Germania                                                                | 1 – 4                                                                   | Giappone                                                                | Amichevole                                                              | 1                                                                       | 59’                                                                     |
| 13-10-2023                                                              | Niigata                                                                 | Giappone                                                                | 4 – 1                                                                   | Canada                                                                  | Amichevole                                                              | -                                                                       | 73’                                                                     |
| 17-10-2023                                                              | Kōbe                                                                    | Giappone                                                                | 2 – 0                                                                   | Tunisia                                                                 | Amichevole                                                              | -                                                                       | 64’                                                                     |
| 21-11-2023                                                              | Gedda                                                                   | Siria                                                                   | 0 – 5                                                                   | Giappone                                                                | Qual. Mondiali 2026                                                     | -                                                                       | 66’                                                                     |
| 19-1-2024                                                               | Al Rayyan                                                               | Iraq                                                                    | 2 – 1                                                                   | Giappone                                                                | Coppa d'Asia 2023 - 1º turno                                            | -                                                                       | 61’                                                                     |
| 31-1-2024                                                               | Doha                                                                    | Bahrein                                                                 | 1 – 3                                                                   | Giappone                                                                | Coppa d'Asia 2023 - Ottavi di finale                                    | -                                                                       | 80’                                                                     |
| 3-2-2024                                                                | Al Rayyan                                                               | Iran                                                                    | 2 – 1                                                                   | Giappone                                                                | Coppa d'Asia 2023 - Quarti di finale                                    | -                                                                       | 90+8’                                                                   |
| 21-3-2024                                                               | Tokyo                                                                   | Giappone                                                                | 1 – 0                                                                   | Corea del Nord                                                          | Qual. Mondiali 2026                                                     | -                                                                       | 74’                                                                     |
| 10-9-2024                                                               | Riffa                                                                   | Bahrein                                                                 | 0 – 5                                                                   | Giappone                                                                | Qual. Mondiali 2026                                                     | -                                                                       | 82’                                                                     |
| Totale                                                                  |                                                                         | Presenze                                                                | 53                                                                      |                                                                         | Reti                                                                    | 9                                                                       |                                                                         |

| Cronologia completa delle presenze e delle reti in nazionale ― Giappone Olimpica | Cronologia completa delle presenze e delle reti in nazionale ― Giappone Olimpica | Cronologia completa delle presenze e delle reti in nazionale ― Giappone Olimpica | Cronologia completa delle presenze e delle reti in nazionale ― Giappone Olimpica | Cronologia completa delle presenze e delle reti in nazionale ― Giappone Olimpica | Cronologia completa delle presenze e delle reti in nazionale ― Giappone Olimpica | Cronologia completa delle presenze e delle reti in nazionale ― Giappone Olimpica | Cronologia completa delle presenze e delle reti in nazionale ― Giappone Olimpica |
| Data                                                                             | Città                                                                            | In casa                                                                          | Risultato                                                                        | Ospiti                                                                           | Competizione                                                                     | Reti                                                                             | Note                                                                             |
| -------------------------------------------------------------------------------- | -------------------------------------------------------------------------------- | -------------------------------------------------------------------------------- | -------------------------------------------------------------------------------- | -------------------------------------------------------------------------------- | -------------------------------------------------------------------------------- | -------------------------------------------------------------------------------- | -------------------------------------------------------------------------------- |
| 5-8-2016                                                                         | Manaus                                                                           | Nigeria                                                                          | 5 – 4                                                                            | Giappone                                                                         | Olimpiadi 2016 - 1º turno                                                        | 1                                                                                | 53’                                                                              |
| 8-8-2016                                                                         | Manaus                                                                           | Giappone                                                                         | 2 – 2                                                                            | Colombia                                                                         | Olimpiadi 2016 - 1º turno                                                        | 1                                                                                |                                                                                  |
| 11-8-2016                                                                        | Salvador                                                                         | Giappone                                                                         | 1 – 0                                                                            | Svezia                                                                           | Olimpiadi 2016 - 1º turno                                                        | -                                                                                | 61’                                                                              |
| Totale                                                                           |                                                                                  | Presenze                                                                         | 3                                                                                |                                                                                  | Reti                                                                             | 2                                                                                |                                                                                  |

## Palmarès

### Club
- Campionato giapponese: 2

Sanfrecce Hiroshima: 2013, 2015
- Supercoppa del Giappone: 2

Sanfrecce Hiroshima: 2014, 2016
- Campionato tedesco di seconda divisione: 1

Stoccarda: 2016-2017

### Nazionale
- Coppa d'Asia Under-23: 1

2016

### Individuale
- Miglior giovane della J.League: 1

2015